# مايك نيلسن
مايك نيلسن (بالإنجليزية: Mike Nielsen)‏ هو عازف جاز وكاتب أغاني أيرلندي، ولد في 21 فبراير 1961 في سلايغو في جمهورية أيرلندا.

## وصلات خارجية
- مايك نيلسن على موقع ميوزك برينز (الإنجليزية)
- مايك نيلسن على موقع ديسكوغز (الإنجليزية)